# Shirley: Visions of Reality
Shirley: Visions of Reality è un film del 2013 diretto da Gustav Deutsch.

## Trama
Shirley è un'attrice americana che fa coppia con un giornalista, Steve.
Dal 1931 al 1963 visita Parigi, attraversa la crisi degli anni '30, recita per Elia Kazan, subisce il maccartismo, vede la propria coppia appassire, sostiene la lotta per i diritti civili, mentre esprime i suoi sentimenti e pensieri sull'arte, il cinema, la libertà e l'impegno.

## Produzione
Il film è composto da tredici scene girate su inquadrature quasi statiche. Ogni scena contiene un quadro del pittore americano Edward Hopper.